# Boanomonarch
Der Boanomonarch (Symposiachrus boanensis) oder Boano-Monarch ist eine seltene Vogelart aus der Familie der Monarchen. Er ist endemisch auf der nordwestlich von Seram gelegenen Insel Boano in den Südlichen Molukken. Der Boanomonarch galt bis 1995 als Unterart des Brillenmonarchen (Symposiachrus trivirgatus). 

## Beschreibung
Er erreicht eine Größe von 16 Zentimetern. Kopf, Oberseite, Oberflügel und die mittleren Schwanzfedern sind schwarz. Die äußeren Schwanzfedern sind von der Mitte bis zu den Spitzen weiß. Kinn und Kehle sind schwarz. Die untere Wangenseite, die Unterseite und die Unterschwanzdecken sind weiß. Die Iris ist dunkel. Der Schnabel ist gräulichblau, die Beine sind hellgrau. Die Stirn zeigt einen weißen Flecken. Die Geschlechter sehen gleich aus. 
Bei den immaturen Vögeln ist die Oberseite schiefergrau. Die Flügel sind bräunlicher und der Schwanz ist schwarzgrau. Die drei äußeren Steuerfedern haben weiße Spitzen. Die Unterseite ist stumpfweiß. Die Brust ist manchmal lachsrosa verwaschen.

## Stimme
Sein Gesang besteht aus einem klaren tjuuu-tjuuu, gefolgt von einem weichen, andauernden summenden Triller, der nach etwa sechs Sekunden abklingt. Der Alarmruf ist ein schnarrendes schrrwie schrrwie, das ununterbrochen für ein paar Sekunden wiederholt wird.

## Lebensraum und Lebensweise
Über seine Lebensweise ist nur wenig bekannt. Er bewohnt die von dichten halb-immergrünen Sekundärwäldern dominierten Schluchten und Täler der Gebirgsausläufer in Höhenlagen bis 150 m. Der Mageninhalt von einem untersuchten Exemplar enthielt Käfer und die Larven von kleinen Wirbellosen. Der Boanomonarch ist einzeln, paarweise oder in kleinen Familiengruppen zu beobachten. Manchmal ist er auch in gemischten Vogelschwärmen anzutreffen. Bei der Nahrungssuche bewegt er sich flink durch das dichte niedrige Unterholz, die untere Baumschicht oder durch das Bambusdickicht.

## Status
Der Boanomonarch war lange nur vom Holotypus aus dem Jahre 1918 bekannt, bis er 1991 am Gunung Tahun wiederentdeckt wurde. Beobachtungen im Jahre 1994 in einem 5 ha großen Waldstreifen ergaben eine Schätzung von 5 bis 10 Individuen. Insgesamt schätzt die Naturschutzorganisation BirdLife International den Bestand auf 100 bis 200 Exemplare. Durch die fortschreitende Zerstörung der Wälder ist sein Lebensraum auf eine Fläche von vermutlich nur noch 15 % des ursprünglich vorhandenen Lebensraumes geschrumpft.